# Calzada de Lorena
La Calzada de Lorena  (en portugués: Calçada do Lorena) fue el primer camino pavimentado que unió las ciudades de São Paulo y Santos cruzando la serra do mar. Fue abierto en 1792 bajo la dirección del governador general de la Capitanía de San Pablo, Bernardo José María de Lorena, y constituye una importante obra de la ingeniería colonial de Brasil. Su apertura proporcionó condiciones adecuadas para el transporte de azúcar y otros géneros alimenticios producidos en el interior de la capitanía y benefició a la ciudad de São Paulo al ponerla como cruce de las vías de circulación entre el interior y el litoral de la colonia. Afirmó, entonces, su papel de centro comercial a través del cual se daba la salida de mercancía rumbo al puerto de Santos.